# Saison 2010 des Rockies du Colorado
La Saison 2010 des Rockies du Colorado est la 18e saison en Ligue majeure pour cette franchise. Avec 83 victoires pour 79 défaites, les Rockies terminent troisièmes de la Division ouest de Ligue nationale.

## Intersaison

### Arrivées
Devenu agent libre après la saison 2009 qu'il dispute sous les couleurs des Royals de Kansas City, le receveur dominicain Miguel Olivo s'engage pour une saison avec les Rockies le 4 janvier 2010.
Melvin Mora signe chez les Rockies le 5 février. Le joueur de troisième but vénézuélien était devenu agent libre après une saison passée chez les Orioles de Baltimore.

### Cactus League
33 rencontres de préparation sont programmées du 4 mars au 3 avril à l'occasion de cet entraînement de printemps 2010 des Rockies.
Avec 17 victoires et 13 défaites, les Rockies terminent 5e de la Cactus League et enregistrent la 5e performance des clubs de la Ligue nationale.

## Saison régulière

### Classement
| Ligue nationale (Division Ouest) | V  | D  | %    | GB |
| -------------------------------- | -- | -- | ---- | -- |
| Giants de San Francisco          | 92 | 70 | .568 | -  |
| Padres de San Diego              | 90 | 72 | .556 | 2  |
| Rockies du Colorado              | 83 | 79 | .512 | 9  |
| Dodgers de Los Angeles           | 80 | 82 | .494 | 12 |
| Diamondbacks de l'Arizona        | 65 | 97 | .401 | 27 |

### Résultats
| Légende              | Légende             | Légende       |
| victoire des Rockies | défaite des Rockies | match reporté |
| -------------------- | ------------------- | ------------- |

#### Avril
Face aux Braves d'Atlanta, le 17 avril, le lanceur partant Ubaldo Jiménez réussit le premier match sans point ni coup sûr de l'histoire de la franchise des Rockies.